# 牧杯ジュニアフェンシング選手権大会
牧杯ジュニアフェンシング選手権大会は、1980年から京都市で開催されているジュニアを対象としたフェンシングの大会で、ジュニアフェンシング世界選手権選考会も兼ねている。主催は、（社）日本フェンシング協会で、
主管は、京都フェンシング協会である。大会の冠はヘルシンキオリンピック日本代表であり当時京都協会会長であった牧真一を記念したものである。